# Народичский район
Наро́дичский райо́н (укр. Народицький район) — упразднённая административная единица на северо-востоке Житомирской области Украины. Административный центр — посёлок городского типа Народичи.
С 2010 года район вынесен за пределы Чернобыльской зоны отчуждения.

## География
Площадь — 1284 км².
Основные реки — Уж, Жерев, Норинь.

## История
28 ноября 1957 года к Народичскому району была присоединена часть территории упразднённого Чоповичского района. 21 января 1959 года к Народичскому району была присоединена часть территории упразднённого Базарского района. Упразднён 30 декабря 1962 года, восстановлен 8 декабря 1966 года
17 июля 2020 года территория Народичского района была включена в состав Коростенского района. А сам Народичский район был упразднён.

## Демография
Население района составляет 9604 человека (2011 г.), в райцентре проживают 2 585 жителей. Всего насчитывается 65 населённых пунктов.

## Административное устройство

### Населённые пункты
- Народичи,
- Христиновка